# Rene Krhin
Rene Krhin, slovenski nogometaš, * 21. maj 1990, Maribor.

## Klubska kariera
Krhin je, skupaj z Vidom Belcem že leta 2007 iz svojega prvega kluba, NK Maribor, prestopil k italijanskemu klubu Internazionale iz Milana.
Julija 2009 ga je trener Interja, José Mourinho povabil na turnejo prijateljskih pripravljalnih tekem v ZDA, kjer je prvič zaigral s člansko ekipo. 
V sezoni 2009-10 je z ekipo Interja osvojil trojno krono - Prvenstvo, pokal in Ligo prvakov.

## Reprezentančna kariera
Krhin je za slovensko reprezentanco prvič nastopil na prijateljski tekmi proti Angliji na Wembleyju 5. septembra 2009. Takrat je vstopil v drugem polčasu kot zamenjava s klopi. Slovenija je tekmo izgubila z rezultatom 1:2.

### Reprezentančni goli
| # | Datum         | Prizorišče                  | Nasprotnik | Gol za | Izid | Tekmovanje               |
| - | ------------- | --------------------------- | ---------- | ------ | ---- | ------------------------ |
| 1 | 7. junij 2013 | Laugardalsvöllur, Reykjavík | Islandija  | 4–2    | 4–2  | Kvalifikacije za SP 2014 |